# Locke (Familienname)
Locke ist ein englischer Familienname.

## Namensträger
- Alain LeRoy Locke (1886–1954), US-amerikanischer Philosoph
- Anne Locke (um 1533–zwischen 1590 und 1607), englische Dichterin
- Attica Locke (* 1974), US-amerikanische Schriftstellerin
- Bobby Locke (1917–1987), südafrikanischer Golfspieler
- Corey Locke (* 1984), kanadischer Eishockeyspieler
- Eddie Locke (1930–2009), US-amerikanischer Jazzmusiker
- Edith Raymond Locke (1921–2020), austroamerikanische Modejournalistin
- Elsie Locke (1912–2001), neuseeländische Schriftstellerin, Feministin und Sozialaktivistin
- Felix Locke (* 1988), deutscher Politiker und Unternehmer
- Francis Locke (1776–1823), US-amerikanischer Politiker
- Fred Morton Locke (1861–1930), US-amerikanischer Erfinder und Unternehmer
- Gary Locke (* 1950), US-amerikanischer Politiker und Diplomat
- Gary Locke (Fußballspieler) (* 1954), englischer Fußballspieler
- Gustav Locke (1886–1949), hessischer Landtagsabgeordneter
- Jeff Locke (* 1989), US-amerikanischer American-Football-Spieler
- Joe Locke (* 1959), US-amerikanischer Jazz-Vibraphonist und Komponist
- Joe Locke (Schauspieler) (* 2003), britischer Schauspieler
- John Locke (1632–1704), englischer Arzt und Philosoph
- John Locke (General), britischer Generalleutnant
- John Locke (Politiker, 1764) (1764–1855), US-amerikanischer Politiker (Massachusetts)
- John Locke (Politiker, 1825) (1825–1873), kanadischer Politiker
- John Locke (Unternehmer), irischer Whiskey-Hersteller in Kilbeggan
- John Locke (Musiker) (1943–2006), US-amerikanischer Musiker
- Jonathan Tiernan-Locke (* 1984), britischer Straßenradrennfahrer
- Joseph Locke (1805–1860), englischer Bauingenieur
- Julien Locke (* 1993), kanadischer Skilangläufer
- Kevin Locke (Musiker) (1954–2022), US-amerikanischer Musiker und Kulturbewahrer
- Kevin Locke (Rugbyspieler) (* 1989), neuseeländischer Rugbyspieler
- Mamie E. Locke (* 1954), US-amerikanische Hochschullehrerin und Politikerin
- Maria Locke (1808–1878), australische Aborigine
- Matthew Locke (Komponist) (1621–1677), englischer Komponist
- Matthew Locke (Politiker) (1730–1801), US-amerikanischer Politiker
- Philip Locke (1928–2004), britischer Schauspieler
- Ralph P. Locke (* 1949), US-amerikanischer Musikwissenschaftler und Hochschullehrer
- Robert R. Locke (* 1932), US-amerikanischer Historiker, Ökonom und Hochschullehrer
- Samuel Locke (1710–1793), deutscher Architekt und Baumeister, kursächsischer Baudirektor
- Samuel Locke (Pädagoge) (1731–1778), US-amerikanischer Gemeinde-Pfarrer und Pädagoge, 1770–73 Präsident der Harvard University
- Sondra Locke (1944–2018), US-amerikanische Schauspielerin
- Spencer Locke (* 1991), US-amerikanische Schauspielerin
- Tammy Locke (* 1959), US-amerikanische Sängerin und Schauspielerin
- Tembi Locke (* 1970), US-amerikanische Schauspielerin
- Terry Locke (* 1946), neuseeländischer Dichter
- William John Locke (1863–1930), britischer Romanautor
- Zeddie Locke (* 1967), amerikanisch-deutscher Basketballspieler